# Stani Vana

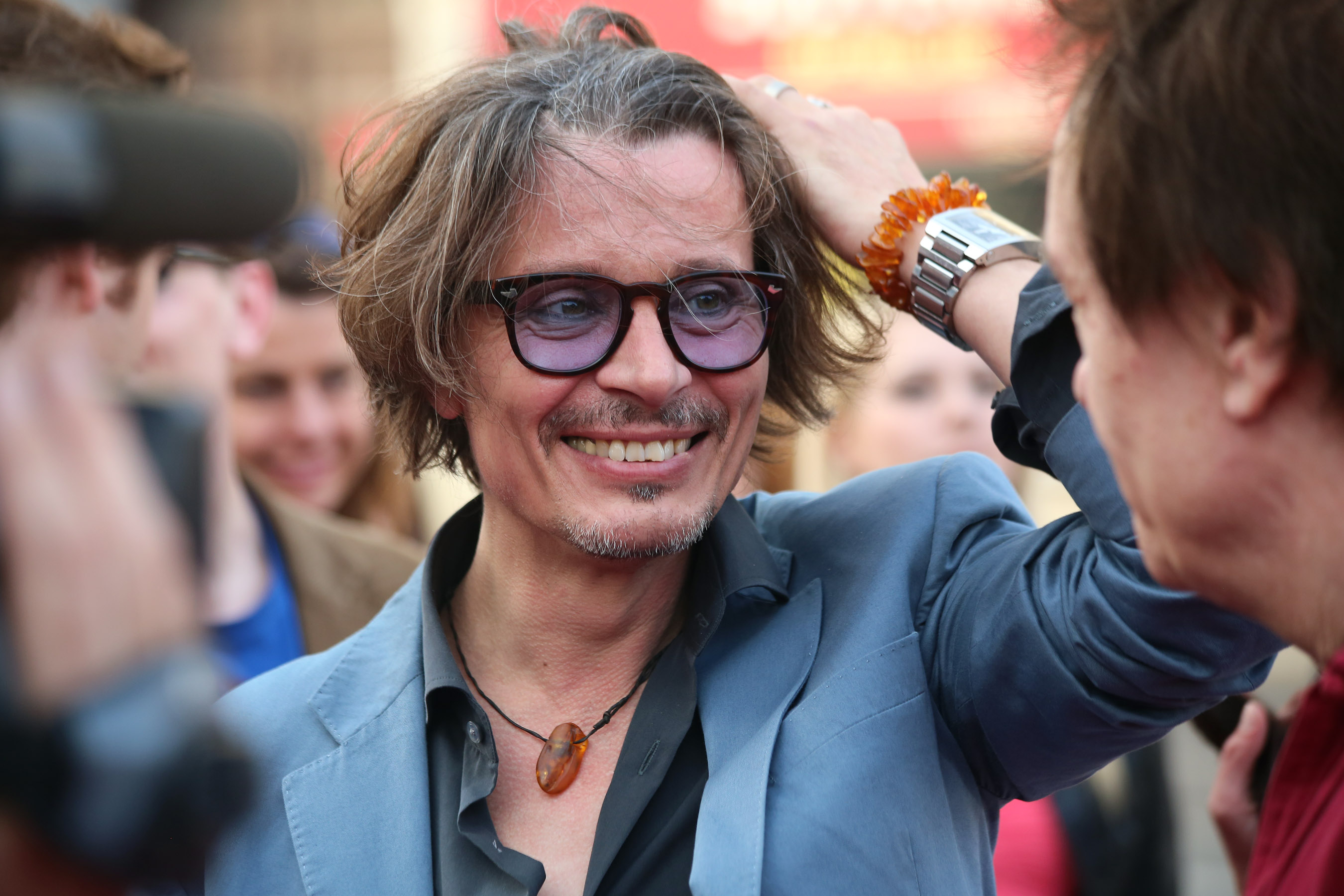
Stani Vana bei der Verleihung des Amadeus Award (2013)

Stani Vana (* 1973 in Prag, Tschechoslowakei als Stanislaus Vana) ist ein österreichischer Musiker, DJ und Musikproduzent, der vor allem durch seine Arbeit mit der von ihm gegründeten Band DelaDap bekannt geworden ist.

## Herkunft und musikalische Anfänge
Vana begann im Alter von 16 Jahren E-Gitarre zu spielen. Bereits zuvor hatte er Geige gelernt. 1984 verließ er nach ersten musikalischen Erfahrungen zwischen Folk und Punk die Tschechoslowakei und ging nach Österreich, wo er sich vorerst in Niederösterreich niederließ.
1988 siedelte er nach Ebelsberg in der Nähe von Linz über und dockte mit den Bands Ex Machina und Le Jacques Brel Massacre (bis 1998), später JBM an das regionale Musikgeschehen an.
1993 siedelte Stani Vana nach Wien über, wo er parallel zu seiner beruflichen Laufbahn als Drucker seine musikalischen Aktivitäten weiterverfolgte.

## Musikprojekte
2002 rief Vana gemeinsam mit dem Wiener DJ Hans Kulisch das Musikprojekt Kulisch & Vana ins Leben, in dessen Rahmen sie Songs alter Künstlern mit modernen elektronischen Elementen kombinierten. Vana gründete 2004 die Band DelaDap. In einem Interview mit dem Kurier sagte er über seine Idee:

„Ich habe 2004 mit DelaDap begonnen, weil ich diesen Overkill der amerikanisch beeinflussten Musik satt hatte und einen neuen Sound suchte. Obwohl ich nicht aus Ungarn komme, hat neben Punk, Electro und Hardcore auch der Csárdás meine Teenagerzeit geprägt, und ich wollte diese Art von Musik in die Clubs bringen. Mit diesem Sound sind Deladap schnell erfolgreich geworden. Speziell in Russland, Ungarn und Griechenland waren wir Superstars.“

Mit den Songs „Crazy Swing“ und „Don´t Turn Around“ nahm DelaDap an der Qualifikation für den österreichischen Beitrag zum Eurovision Song Contest 2012 teil.

## Diskografie
- 2002: African Beat (Ecco.Chamber)
- 2010: Landzeit Delight (Chat Chapeau Records)

siehe Diskografie Deladap